# Winslow (Indiana)
Winslow é uma cidade  localizada no estado americano de Indiana, no Condado de Pike.

## Demografia
Segundo o censo americano de 2000, a sua população era de 881 habitantes.
Em 2006, foi estimada uma população de 858, um decréscimo de 23 (-2.6%).

## Geografia
De acordo com o United States Census Bureau tem uma área de
1,7 km², dos quais 1,7 km² cobertos por terra e 0,0 km² cobertos por água. Winslow localiza-se a aproximadamente 135 m acima do nível do mar.

## Localidades na vizinhança
O diagrama seguinte representa as localidades num raio de 24 km ao redor de Winslow.